# Hermann Moritz Pabst
Hermann Moritz Pabst (* 6. September 1833 in Dresden; † 15. Juli 1908 in Radebeul) war ein deutscher Lehrer, Lepidopterologe und Dichter.

## Werdegang
Pabst wurde als Sohn des Lehrers C. Th. Pabst, der am Blochmannschen Institut lehrte, in Dresden geboren. Sein Vater zog 1836 nach Arnstadt in Thüringen und übernahm dort die Direktion des fürstlichen Gymnasiums. Max Pabst besuchte dort die von seinem Vater geleitete Lehranstalt und beendete die Schule zu Ostern 1853 mit dem Reifezeugnis. Zum Studium der Naturwissenschaften und neueren Sprachen nahm er an Vorlesungen von 1853 bis 1855 an der Universität Leipzig und von 1855 bis 1857 an der Universität Göttingen teil. Im März 1857 legte er dort das Staatsexamen für das höhere Lehramt ab und im folgenden September wurde er zum Doktor der Philosophie promoviert.
Zur Vervollkommnung seiner französischen Sprachkenntnisse war Pabst zunächst zwei Jahre in einem Pensionat bei Genf tätig. Im Herbst 1859 übernahm er eine Stelle als Lehrer am Kollegium des Krauseschen Instituts sowie 1861 an der städtischen Realschule in Dresden-Nord. Im September 1862 wurde er zum Oberlehrer am städtischen Realgymnasium zu Chemnitz ernannt. Im April 1877 erhielt er den Professorentitel, im Herbst 1891 den eines Konrektors seiner Lehranstalt. Nach 42-jähriger Amtstätigkeit trat er im Herbst 1904 in den Ruhestand, wobei ihm das Ritterkreuz 1. Klasse vom Albrechtsorden verliehen wurde.
Seit seinem Schweizer Aufenthalt widmete sich Pabst während seiner Freizeit dem speziellen Studium der Insekten und insbesondere der Zucht von Schmetterlingen. Er begründete 1882 in Chemnitz den Entomologischen Verein. Als Vereinsvorsitzender erschien Pabst mit größter Regelmäßigkeit zu den wöchentlichen Zusammenkünften, in denen er es verstand, sowohl durch zahlreiche Vorträge und Vorlesungen als auch durch Besprechungen und Erörterungen wissenschaftlicher Fragen das Interesse für die Insektenkunde zu erlangen und auszubauen. Seinem persönlichen Einfluss war es zu verdanken, dass damals im Chemnitzer Verein ein außerordentliches Interesse bestand und die Versammlungen eifrig besucht wurden. Unter seiner Leitung veranstaltete der Verein auch zwei entomologische Ausstellungen, welche selbst bei Fachleuten große Anerkennung fanden.
Dem Entomologischen Verein Iris zu Dresden gehörte Pabst seit dem Jahr 1884 als auswärtiges Mitglied an. Nach seiner Pensionierung und Übersiedlung nach Serkowitz 1904, wo er ein Grundstück erworben hatte, besuchte er öfters die Versammlungen des Vereins und hielt dort Vorträge. Hier erhoffte er sich in der schönen Umgebung der Lößnitz noch fleißig seinem Lieblingsstudium der Entomologie nachgehen zu können. Leider machte ihm ein Schlaganfall jegliches Betreiben seiner Forschung unmöglich und er starb im 75. Lebensjahr am 15. Juli 1908.
Neben einer Lokalfauna der Chemnitzer Gegend und zahlreichen weiteren Aufsätzen hat er auch einige Gedichte veröffentlicht. Eines davon beschäftigt sich mit einer Sackträgerart, die heute Canephora hirsuta heißt, zu Pabsts Zeiten aber noch als Psyche unicolor bekannt war, was ihm die Gelegenheit gab, den Amor-und-Psyche-Zusammenhang herzustellen. Das Gedicht trägt den Namen Amor und Psyche unicolor Hufn. – Lepidopterologische Idylle (1886).
Er starb 1908 im Radebeuler Ortsteil Serkowitz.

## Ehrungen
- Ritterkreuz 1. Klasse des Albrechtsordens, 1904.

## Werke (Auswahl)
- Die Gross-Schuppenflügler (Macrolepidóptera) der Umgegend von Chemnitz und ihre Entwicklungsgeschichte. Erschienen in: Programm der Städtischen Realschule I. O. zu Chemnitz, Pickenhahn, 1884.
- Entomologisches Jahrbuch: Kalender für alle Insekten-Sammler für das Jahr … Herausgeber: Oskar Krancher, Druck und Verlag von Frankenstein & Wagner, Leipzig 1892–1938 (digitalisierte Entomologische Jahrbücher. In: ZOBODAT.at. OÖ Landes-Kultur GmbH), Beiträge.
- Berichte der Naturwissenschaftliche Gesellschaft zu Chemnitz, Beiträge.
- Gubener entomologische Zeitschrift, Beiträge.
- Societas entomologica, Beiträge.
- Deutsche Entomologische Zeitschrift Iris, Hrsg. Entomologischer Verein Iris zu Dresden, Band I „Biologie von Panthea coenobita“, Band III „Vergleichung der Macrolepidopteren-Fauna von Chemnitz mit der des Leipziger Gebietes“.